# 董绍庸
董绍庸（1916年—1968年），男，浙江杭州人，中国航空发动机专家、航空教育家，曾任国防部第六研究院副总工程师，航空喷气发动机研究所技术副所长兼总工程师。